# Adem (Hef)
Adem is een lied van de Nederlandse rapper Hef. Het stond in 2022 als derde track op het album Hefvermogen 2.

## Achtergrond
Adem is geschreven door Daniël Lee, Davey Soenarto en Julliard Frans en geproduceerd door Davey Donovan. Het is een nummer dat past in de genres nederhop, trap en emo rap. In het lied rapt Hef over hoe zijn leven is, met soms voorspoed, maar ook veel tegenspoed. 

## Hitnoteringen
Hoewel het nummer niet als single werd uitgebracht, had Hef toch bescheiden succes met het lied in Nederland. Het stond op de 58e plaats van de Single Top 100 in de enige week dat het in deze hitlijst te vinden was. De Top 40 en haar Tipparade werden niet bereikt.